# 布萊恩·古德溫 (棒球運動員)
布萊恩·克里斯多福·古德溫（英語：Brian Christopher Goodwin，1990年11月2日—），為美國職棒大聯盟的外野手，目前效力於長島鴨。他先前曾效力過國民、皇家、天使、紅人、白襪及中職的味全龍等隊。

## 職業生涯

### 華盛頓國民
2009年美國職棒大聯盟選秀，白襪在第17輪選進古德溫。不過他並未簽約，而是繼續攻讀大學。2011年美國職棒大聯盟選秀，國民在首輪選進古德溫。
2012年，古德溫從1A出發，並在季中升上2A。年底他在亞利桑那秋季聯盟打球，不僅入選明星賽，還拿下明星賽MVP。

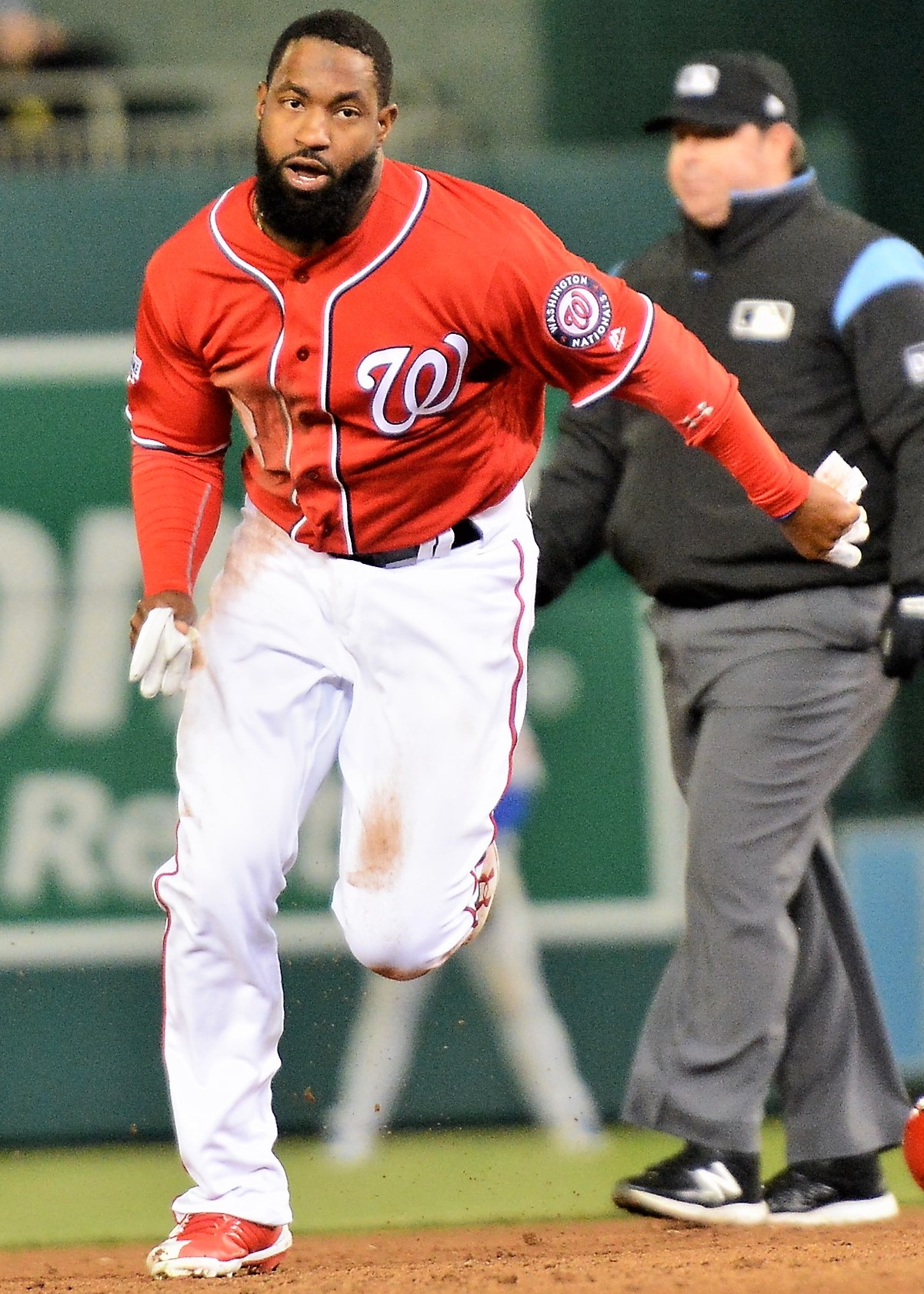
2018年的古德溫

2016年8月，古德溫登上大聯盟。他在8月10日敲出大聯盟首安。之後他待在3A，直到5月才又回到大聯盟。2017年6月2日，古德溫敲出大聯盟首轟。7月27日，古德溫和隊友完成連四棒開轟的成就。這也是大聯盟繼2011年來首次。

### 堪薩斯市皇家
2018年7月22日，國民將古德溫交易到皇家，換來Jacob Condra-Bogan。他在2019年3月25日被釋出。

### 洛杉磯天使
2019年3月27日，天使從讓渡名單中選走古德溫。這年他的打擊率為2成62，並敲出17轟與47分打點，都寫下生涯新高。隔年他更是成為球隊的開幕戰先發右外野手。

### 辛辛那提紅人
2020年8月31日，天使將古德溫交易到紅人，換來Packy Naughton和Jose Salvador。他在9月1日上到大聯盟，12月2日成為自由球員。

### 匹茲堡海盜
2021年2月11日，古德溫和海盜簽下小聯盟約，並受邀參加大聯盟春訓。5月3日，海盜隊將他釋出。

### 芝加哥白襪
2021年5月4日，古德溫和白襪簽下小聯盟約。他在6月12日完成該季初登場，並敲出一支3分砲。他成為白襪隊史在球隊初登場便敲出全壘打的球員。8月21日，古德溫擊出生涯首支再見安打，同時也是生涯首支再見全壘打。整季他的打擊率為2成21，並敲出8轟與29分打點。11月5日，他成為自由球員。

### 尤卡坦獅子
2022年5月4日，古德溫加盟墨西哥聯盟的尤卡坦獅子。他出賽32場比賽，打擊率為2成39，並敲出6轟與19分打點。最後他在6月14日被釋出。

### 味全龍
2022年8月18日，古德溫與味全龍簽下合約。他在球季結束後成為自由球員。

### 長島鴨
2023年5月23日，古德溫與長島鴨簽下合約。

## 外部連結
- 布萊恩·古德溫在美國職棒官網（英语）
- 布萊恩·古德溫在中華職棒官網
- 布萊恩·古德溫在Baseball-Reference.com（大聯盟）（英语）
- 布萊恩·古德溫在Baseball-Reference.com（小聯盟以及海外聯盟）（英语）
- 布萊恩·古德溫在ESPN（MLB）（英语）
- 布萊恩·古德溫在FanGraphs.com（英语）
- 布萊恩·古德溫在Retrosheet（英语）
- 布萊恩·古德溫在The Baseball Cube（英语）
- 布萊恩·古德溫在台灣棒球維基館上的頁面（繁體中文）